# Campionato europeo F.I.S.A. di Subbuteo 1992 - Categoria juniores
Il "4th F.I.S.A. European Championships" di Subbuteo (Calcio da tavolo) di Amburgo in Germania.
Fasi di qualificazione ed eliminazione diretta della categoria juniores.
Per la classifica finale vedi Classifica.
Per le qualificazioni delle altre categorie:
- Seniores

## Primo turno

### Girone 1
- Hugo Carvalho  -  Maikel De Haas 4-1
- Joseph Borg Bonaci  -  B. Marsh 3-1
- Hugo Carvalho  -  Timo Tulokas 1-0
- B. Marsh  -  Maikel De Haas 3-0
- Joseph Borg Bonaci  -  Timo Tulokas 2-1
- Hugo Carvalho  -  B. Marsh 3-0
- Joseph Borg Bonaci  -  Maikel De Haas 5-0
- Timo Tulokas  -  B. Marsh 2-1
- Hugo Carvalho  -  Joseph Borg Bonaci 1-0
- Maikel De Haas  -  Timo Tulokas 1-1

### Girone 2
- Bertrand Sartisse  -  M. Andersen 0-0
- Simone Bertelli  -  Gareth Christie 2-1
- Bertrand Sartisse  -  D. Morgan 1-0
- Simone Bertelli  -  M. Andersen 1-1
- D. Morgan  -  Gareth Christie 1-0
- Bertrand Sartisse  -  Simone Bertelli 2-0
- M. Andersen  -  Gareth Christie 1-0
- Simone Bertelli  -  D. Morgan 1-0
- Bertrand Sartisse  -  Gareth Christie 3-1
- M. Andersen  -  D. Morgan 3-1

### Girone 3
- Giorgos Bizas  -  Alex Arajuo 1-1
- James Lappin  -  Paul Duff 1-1
- Giorgos Bizas  -  M. Blanc 2-0
- Alex Arajuo  -  James Lappin 1-0
- Paul Duff  -  M. Blanc 0-2
- Giorgos Bizas  -  James Lappin 3-2
- Alex Arajuo  -  Paul Duff 1-1
- Giorgos Bizas  -  Paul Duff 3-2
- M. Blanc  -  Alex Arajuo 2-1

### Girone 4
- A. Bargilly  -  Michael Molinaro 1-0
- Kristian Lingsom  -  A. Vassallo 0-0
- Thorsten Korzil  -  Michael Molinaro 2-0
- Kristian Lingsom  -  A. Bargilly 2-0
- Thorsten Korzil  -  A. Vassallo 3-0
- Kristian Lingsom  -  Michael Molinaro 2-0
- A. Bargilly  -  A. Vassallo 2-0
- Thorsten Korzil  -  Kristian Lingsom 2-1
- Michael Molinaro  -  A. Vassallo 2-0
- Thorsten Korzil  -  A. Bargilly 1-0

## Quarti di Finale
- Hugo Carvalho  -  James Lappin 1-0
- M. Andersen  -  Thorsten Korzil 3-0
- Bertrand Sartisse  -  Kristian Lingsom 4-2
- Joseph Borg Bonaci  -  Giorgos Bizas 2-0

## Semifinali
- Hugo Carvalho  -  M. Andersen 2-1 d.t.s.
- Bertrand Sartisse  -  Joseph Borg Bonaci 1-0

## Finale 3º/4º posto
- Joseph Borg Bonaci  -  M. Andersen 5-4

## Finale 1º/2º posto
- Hugo Carvalho  -  Bertrand Sartisse 1-2